# Nathalie Fontanet
Nathalie Fontanet, née le 8 janvier 1965 à Saint-Julien-en-Genevois (originaire de Thônex), est une personnalité politique genevoise, membre du Parti libéral-radical (PLR). 
Elle est conseillère d'État du canton de Genève depuis le 1er juin 2018 et présidente du Conseil d’État depuis le 1er juin 2024.

## Biographie
Nathalie Fontanet, née Ugols le 8 janvier 1965 et originaire de Thônex, grandit à Genève. Ses grands-parents, juifs originaires de Pologne et de Russie, s'étaient réfugiés à Genève en 1942 pour échapper à la mort dans les camps de concentration nazis. Son père est président-directeur général de plusieurs sociétés. Elle obtient sa maturité de type moderne (italien) en juin 1985 au collège Claparède, enceinte, et se marie le lendemain.
En 1999, à l'âge de 34 ans, elle reprend des études après s'être séparée de son conjoint, l'avocat, ancien président du Parti démocrate-chrétien genevois, et ancien député au Grand Conseil genevois (de novembre 1988 à août 2000) Bénédict Fontanet, fils de l'ancien conseiller d’État genevois Guy Fontanet. D'abord inscrite en psychologie, elle bifurque vers le droit et obtient une licence en 2003 et un brevet d’avocat en 2005 à l'Université de Genève. L'année suivante, elle rejoint le service juridique de la banque UBS, dont elle devient ensuite directrice adjointe. Elle occupe ce poste jusqu'à son élection au Conseil d'État en 2018,.
Nathalie Fontanet est divorcée et mère de trois filles. Elle a une sœur cadette.

## Parcours politique
Elle adhère au parti libéral en 2003,. La même année, elle devient conseillère municipale en ville de Genève, poste qu'elle conservera durant près de 6 ans,. Elle est ensuite députée au Grand Conseil genevois en 2007, en remplacement du député libéral Christian Lüscher, démissionnaire, puis élue en 2009 et réélue en 2013.
Elle est candidate au conseil administratif de la ville de Genève en 2007. Arrivée en septième position, à 1 330 voix de son colistier Pierre Maudet (17 711 voix), elle n'est pas élue,.
En juin 2017, elle est désignée candidate pour la première fois au Conseil d'État genevois. Elle est élue au second tour, le 6 mai 2018, succédant ainsi à François Longchamp et devenant la 7e conseillère d'État genevoise de l'histoire,. Elle est responsable du département des finances et des ressources humaines,.

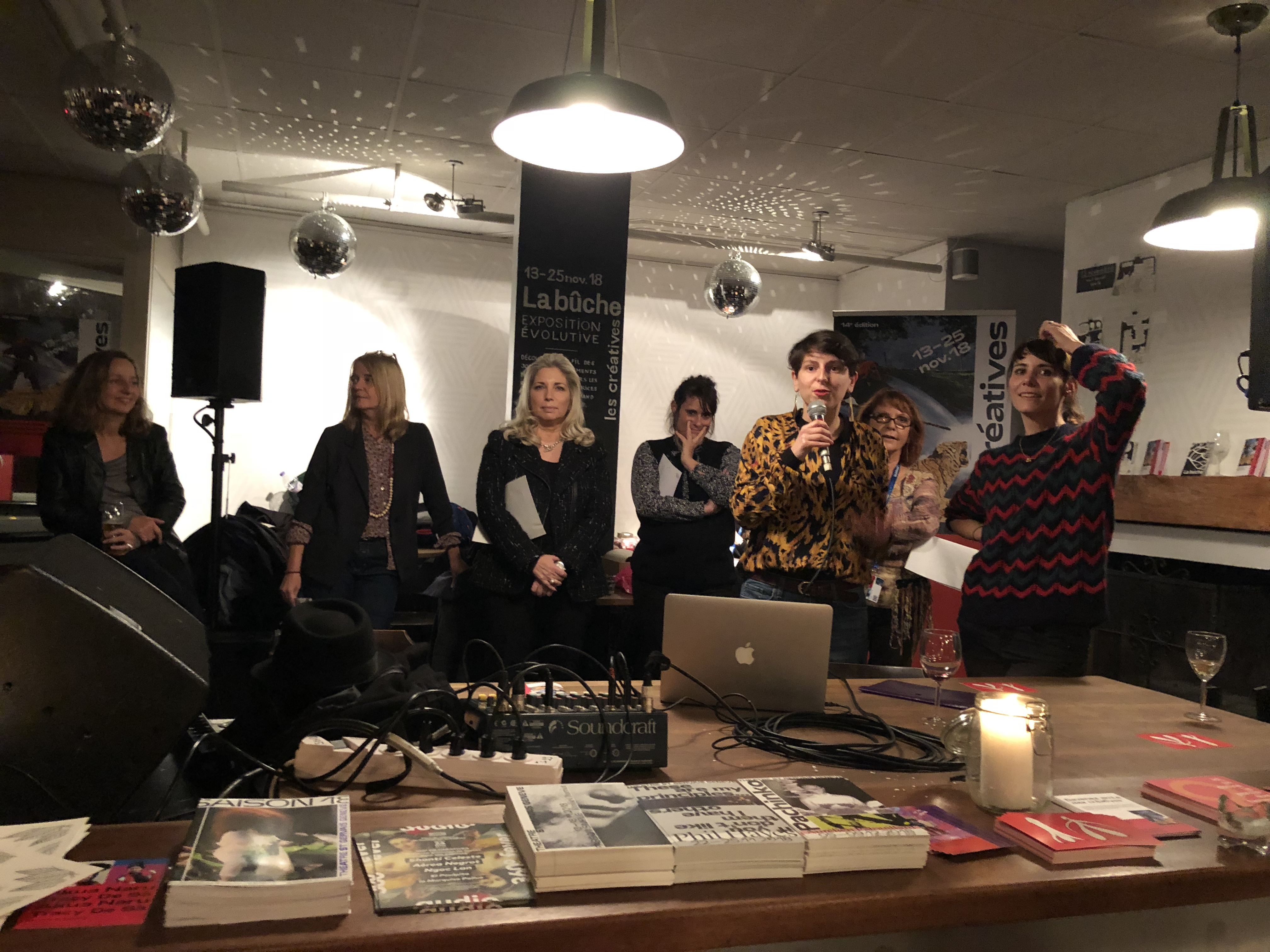
Les Créatives 2018 soirée d’ouverture avec Nathalie Fontanet

Le 28 octobre 2020, à la suite des résultats d'un audit alarmant sur l'augmentation du taux d'absence du département du développement économique, elle en reprend provisoirement la charge en remplacement de Pierre Maudet.
Elle est très largement réélue au Conseil d'État genevois, en terminant à la première place du second tour le 30 avril 2023, grâce à un score jamais atteint par un candidat jusque-là,. Elle se voit confirmée dans son département, auquel lui est rajouté les affaires extérieures.

### Positionnement politique
Perçue comme étant de l'aile humaniste du PLR, elle plaide cependant pour un rétablissement de l'autorité à l'école, pour un rattachement de la formation à l'économie et pour une baisse ou une suppression de l'impôt sur la fortune.